# 943
943 (CMXLIII) fue un año común comenzado en domingo del calendario juliano, en vigor en aquella fecha.

## Acontecimientos
- Ígor de Kiev se alía con los pechenegos para un ataque al Imperio bizantino.

## Nacimientos
- Edgar el Pacífico, rey de Inglaterra.

## Fallecimientos
- Ermengol de Osona, infante de Barcelona.